# علي أباد حر (مقاطعة فارياب)
علي أباد حر (بالفارسية: موتور علی‌آباد حور) هي مستوطنة تقع في كرمان في إيران. يقدر عدد سكانها بـ 136 نسمة بحسب إحصاء 2016.